# مايك كولي (مهندس)
مايك كولي (بالإنجليزية: Mike Cooley)‏، وُلد عام 1934، وهو مهندس أيرلندي، وكاتب، وزعيم سابق للنقابة العمالية اشتُهر بأعماله حول الآثار الاجتماعية للتكنولوجيا: «الإنتاج المفيد اجتماعيًا»، و«الأنظمة المتمحورة حول البشر». شارك كولي في عدد من الممارسات النشاطية في عمله بالشركة البريطانية لوكاس إيروسبيس خلال أواخر سبعينيات القرن العشرين. حصل على جائزة رايت ليفيلهوود في عام 1981 لتصميم وتعزيز نهج الإنتاج المتمحور حول البشر، والمفيد اجتماعيًا باعتباره نظريةً وتطبيقًا.
وُلد كولي بمدينة توام في أيرلندا، ودرس بمدرسة الإخوة المسيحيين، وكان زميل فصل للكاتب المسرحي توم مورفي والنقابي العمالي ميك برينان. كان كولي متدربًا في مصنع توام للسكر ودرس الهندسة لاحقًا في ألمانيا، وسويسرا، وإنجلترا ليحصل على درجة الدكتوراه في تكنولوجيا «التصميم بمساعدة الحاسوب».
شغل كولي عدة مناصب قيادية في مجال التصميم بمساعدة الحاسوب (الكاد) وكان مستشارًا للعديد من مشاريع القطاع العام والخاص. كان كولي الرئيس المؤسس للمعهد الدولي لبحوث الأنظمة المتمحورة حول البشر (IRIHCS) والصحيفة الدولية «الذكاء الاصطناعي والمجتمع»، وكان مديرًا مؤسسًا لمجلس إدارة شركة لندن الكبرى. نشر كولي ما يزيد عن 100 بحث علمي، و15 كتابًا، وكان محاضرًا زائرًا بعدد من الجامعات الأوروبية، والأسترالية، والأمريكية، واليابانية. تُرجم كتابه «المعماري أم النحلة؟» إلى ست لغات.

## حياته العملية

### خطة لوكاس
كان مايك كولي يعمل مصممًا في شركة لوكاس إيروسبيس وترأس الفرع المحلي للنقابة العمالية التقنية «القطاع التقني والإداري والإشرافي» في أواخر سبعينيات القرن العشرين. وكان أحد النشطاء المتعصبين لخطة لوكاس، وهي إستراتيجية راديكالية تهدف إلى تجنب تحجيم القوى العاملة من خلال تحويل إنتاج شركة لوكاس من صناعات الأسلحة إلى المنتجات المدنية.
تهدف الخطة إلى استبدال صناعة الأسلحة بتطوير المنتجات المفيدة اجتماعيًا، مثل معدات تجميع الطاقة الشمسية الحرارية، والكلى الاصطناعية، وأنظمة النقل متعدد الوسائط. لم يكن الهدف من الخطة الإبقاء على وظائف العمال فقط، إذ استهدفت تصميم بيئة وظيفية تشجع العمال على عملهم من خلال القيمة الاجتماعية للأنشطة التي يقومون بها. ووفقًا لما قاله كولي: «العمال هم الخبراء». لم تُقبل مقترحات هذه الخطة بواسطة إدارة شركة لوكاس، وفُصل كولي في عام 1981، زاعمين أنه كان يقضي وقتًا طويلًا في العمل النقابي وعلى اهتمامات المجتمع كله. عُين كولي، عقب إقالته من شركة لوكاس، مديرًا للتكنولوجيا بمجلس لندن الكبرى وأسس بعد ذلك مجلس إدارة شركة لندن الكبرى (غليب).

### مجلس إدارة شركة لندن الكبرى (غليب): 1982
أسس كين ليفينغستون ومايك كولي مجلس إدارة شركة لندن الكبرى (غليب) في عام 1982، والتي كانت وكالةً للتطوير الصناعي وخلق فرص العمل أُقيمت بواسطة مجلس لندن الكبرى لخلق فرص وظيفية من خلال استثمار التجديد الصناعي في لندن، وحصلت على تمويلها من المجلس، ومن صندوق التقاعد للعاملين بها، ومن الأسواق المالية. وفر مجلس لندن الكبرى ميزانيةً سنويةً إجمالية بنحو 30 مليون يورو لمجلس إدارة الشركة، خلال أول سنتين من عملها، مكونةً من قسمين، أحدهما عبارة عن 137 صندوقًا ماليًا بقيمة 20 مليون يورو، والآخر عبارة عن عشرة ملايين يورو في صورة قروض رهن عقاري على ثلاثة مرافق مملوكة للشركة. كتب السياسي فرانك دوبسون في النص البرلماني «هانسارد» عام 1985 عندما كان غليب مهددًا بالإغلاق: «الحكومة ليست قلقة بسبب فشل غليب، ولكنها قلقة بسبب النجاح الذي حققه».
أصبح غليب مستقلًا في عام 1986 بعد إغلاق مجلس لندن الكبرى؛ غُير اسمها إلى شركة لندن الكبرى وحصلت على تمويل أنشطتها من دخلها الخاص.

### الذكاء الاصطناعي والمجتمع (الرئيس المؤسس): 1987
كان مايك كولي رئيسًا مؤسسًا لصحيفة الذكاء الاصطناعي والمجتمع، وهي عبارة عن منتدى دولي للتكنولوجيا المسؤولة اجتماعيًا، تأسس عام 1987، ليركز على القضايا المجتمعية (سبرنجر، 2018).